# پن‌وین (پنسیلوانیا)
پن‌وین (به انگلیسی: Pennwyn) یک منطقهٔ مسکونی در ایالات متحده آمریکا است که در شهرستان برکس، پنسیلوانیا واقع شده‌است. پن‌وین ۷۸۰ نفر جمعیت دارد.